# Fioritura

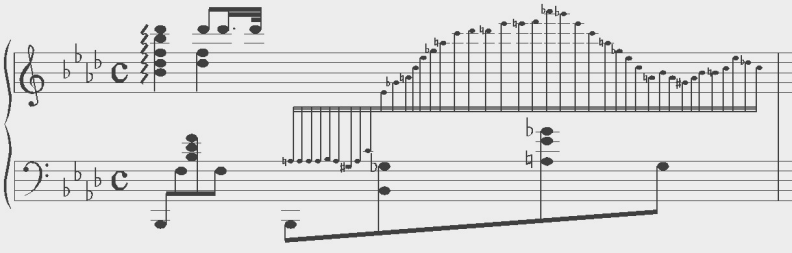
Ornament w II części Koncertu f-moll Fryderyka Chopina.

Fioritura – ozdobnik polegający na opisaniu dźwięku podstawowego przy pomocy kilku, rzadziej kilkunastu nut, o drobnych wartościach rytmicznych. Mają one rozmaity przebieg, na przykład szybkich pasaży.